# Божяковина
Божяковина (хорв. Božjakovina) — населений пункт у Хорватії, у Загребській жупанії у складі громади Брцковляни.

## Історія
У селі у замку Драшковича 1939 року було підписано угоду Цветковича-Мачека.

## Населення
Населення за даними перепису 2011 року становило 178 осіб.
Динаміка чисельності населення поселення:

## Клімат
Середня річна температура становить 10,72 °C, середня максимальна – 25,30 °C, а середня мінімальна – -6,39 °C. Середня річна кількість опадів – 845 мм.
| Клімат поселення                              | Клімат поселення | Клімат поселення | Клімат поселення | Клімат поселення | Клімат поселення | Клімат поселення | Клімат поселення | Клімат поселення | Клімат поселення | Клімат поселення | Клімат поселення | Клімат поселення | Клімат поселення |
| Показник                                      | Січ.             | Лют.             | Бер.             | Квіт.            | Трав.            | Черв.            | Лип.             | Серп.            | Вер.             | Жовт.            | Лист.            | Груд.            |                  |
| Середній максимум, °C                         | 6,06             | 8,27             | 12,84            | 17,26            | 22,29            | 25,30            | 24,68            | 23,93            | 19,93            | 14,66            | 9,04             | 5,00             |                  |
| Середня температура, °C                       | −0,15            | 2,06             | 6,60             | 11,05            | 16,07            | 19,07            | 20,81            | 20,05            | 16,06            | 10,78            | 5,17             | 1,12             |                  |
| Середній мінімум, °C                          | −6,39            | −4,17            | 0,40             | 4,81             | 9,84             | 12,86            | 16,92            | 16,16            | 12,16            | 6,90             | 1,28             | −2,77            |                  |
| Норма опадів, мм                              | 48               | 46               | 55               | 66               | 75               | 91               | 77               | 83               | 79               | 80               | 84               | 61               |                  |
| Середньомісячна швидкість вітру, м/с          | 1.90             | 2.10             | 2.50             | 2.38             | 2.20             | 2.00             | 1.90             | 1.80             | 1.80             | 1.80             | 1.90             | 1.90             |                  |
| Середньомісячна сонячна радіація, кДж/м²·день | 4082             | 6877             | 10588            | 14959            | 19161            | 21176            | 21972            | 19340            | 14171            | 8755             | 4527             | 3321             |                  |
| --------------------------------------------- | ---------------- | ---------------- | ---------------- | ---------------- | ---------------- | ---------------- | ---------------- | ---------------- | ---------------- | ---------------- | ---------------- | ---------------- | ---------------- |
| Джерело:                                      |                  |                  |                  |                  |                  |                  |                  |                  |                  |                  |                  |                  |                  |